# 31429 Diegoazzaro
31429 Diegoazzaro este o planetă minoră (asteroid), cu un diametru de 2,472 km, din centura de asteroizi. A fost descoperită pe 21 ianuarie 1999 la osservatorio Colleverde di Guidonia⁠(d) de Vincenzo Silvano Casulli⁠(d). 
Obiectul prezintă o orbită caracterizată de o semiaxă mare de 2,3113065 UAi, o excentricitate de 0,1, o înclinație de 7,93149 ° în raport cu ecliptica.